# Mitch Lucker
Mitch Lucker, celým jménem Mitchell Adam Lucker, (20. října 1984 – 1. listopadu 2012) byl americký zpěvák. Poprvé vystupoval v garážové skupině svého bratra. V roce 2002 spoluzaložil skupinu Suicide Silence. Se skupinou nahrál tři dlouhohrající desky. Rovněž působil v projektu Commissioner, s nímž nahrál EP What Is?. Jako host se podílel také na nahrávkách dalších kapel, mezi něž patří například Winds of Plague, Caliban a The Acacia Strain. Zemřel při nehodě na motocyklu ve věku 28 let.